# سبيده موافي
سبيده موافي (بالإنجليزية: Sepideh Moafi؛ 18 سبتمبر 1985) هي ممثلة ومغنية أمريكية. اشتهرت موافي بدور جيجي غرباني في كلمة إل: الجيل كيو ولوريتا في ذا ديوس. كما لعبت موافي دور البطولة في سيئة السمعة، سقوط المياه وقتل اثنين من العشاق. كما أدت دور لورين مكولي في طائر أسود.

## حياتها المبكرة
ولد موافي في 18 سبتمبر 1985 في مخيم للاجئين في ريغنسبورغ، بافاريا، ألمانيا. قبل ولادة سبيده، اضطر والدها إلى الفرار من إيران بعد الثورة الإسلامية في إيران. بعد عامين في تركيا ثم في ألمانيا، حيث سعى والداها للحصول على اللجوء السياسي، مُنحت عائلة موافي تأشيرات للمجيء إلى الولايات المتحدة. سبيده مواطن أمريكي.

## وصلات خارجية
- سبيده موافي على موقع IMDb (الإنجليزية)
- سبيده موافي على موقع قاعدة بيانات الفيلم (الإنجليزية)
- سبيده موافي على موقع كينوبويسك (الروسية)